# Terra Roxa (Paraná)
Terra Roxa is een gemeente in de Braziliaanse deelstaat Paraná. De gemeente telt 16.734 inwoners (schatting 2009).

## Aangrenzende gemeenten
De gemeente grenst aan Altônia, Francisco Alves, Guaíra, Marechal Cândido Rondon, Nova Santa Rosa en Palotina.